# NSV

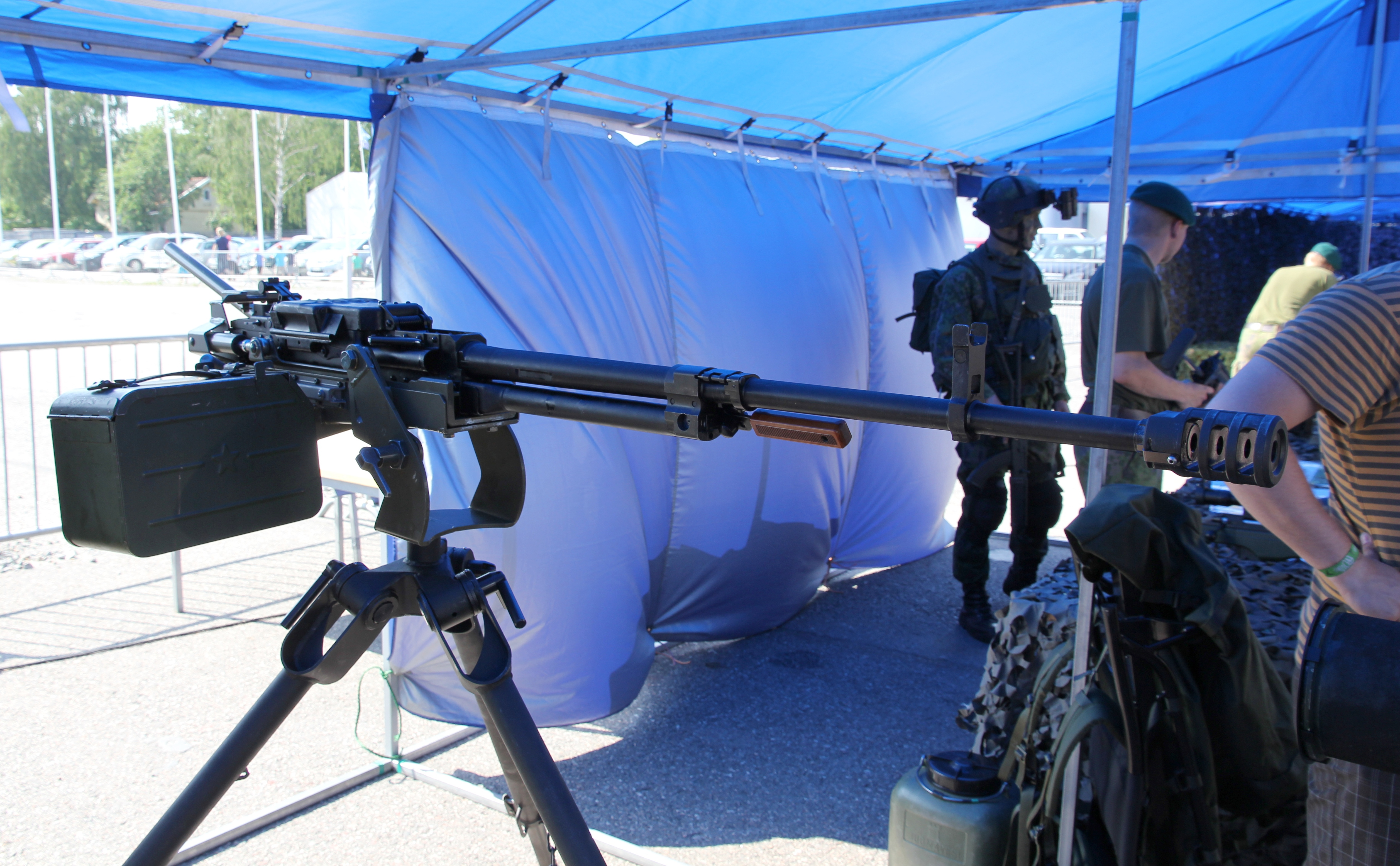
Uma metralhadora NSV da Finlândia

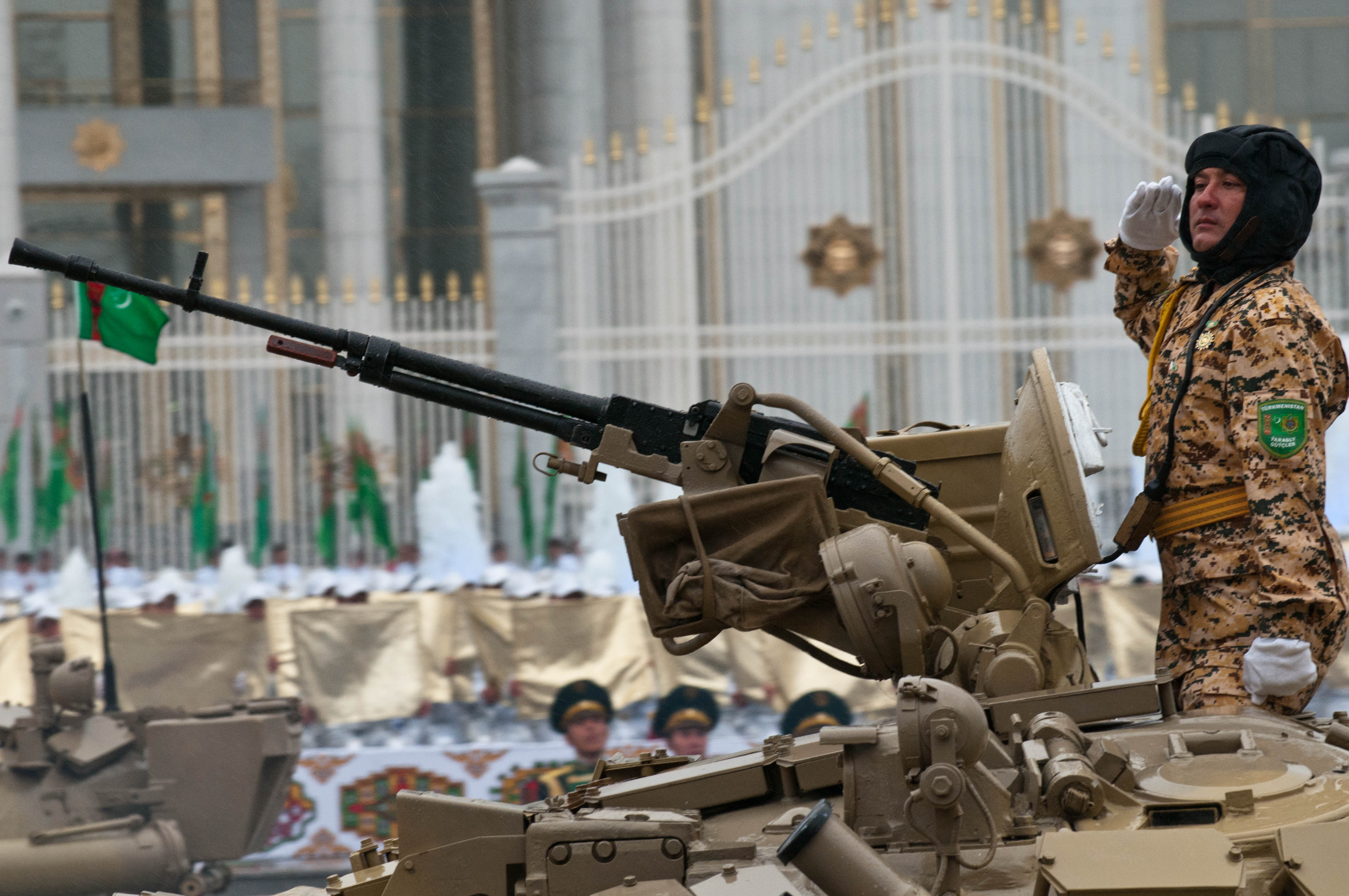
Uma NSV montada em um tanque de guerra T-72 durante uma parada do dia da independência do Turcomenistão.

O NSV (em russo НСВ Никитина-Соколова-Волкова) é uma metralhadora pesada de calibre 12,7 mm desenvolvido pela União Soviética. Foi criada com o intuito de substituir a DShK e foi adaptada pelo exército soviético em 1971. Na ascensão da Federação Russa no começo da década de 1990, sua produção foi interrompida, mas continuou a ser produzida em países como Cazaquistão, enquanto a Rússia desenvolveu a metralhadora Kord 6P50. A NSV é construída sob licença na Bulgária, Índia, Polônia e na antiga Iugoslávia.
O NSV pesa aproximadamente 25 kg, tem uma razão de disparo de 13 balas por segundo e é efetiva em até 1 500 metros. Um cinturão de munição com 50 cartuchos pesa, em média, 11 kg. Esta metralhadora costuma ser acoplada com o tanque T-72, enquanto sua variante NSVT é usada nos blindados T-64 e T-80.